# Provincia di Negros Oriental
Negros Oriental è una delle due province filippine in cui è amministrativamente divisa l'isola di Negros, di cui occupa la metà orientale. Il suo capoluogo è Dumaguete.

## Geografia fisica

### Territorio
L'isola di Negros è al centro dell'arcipelago delle Visayas, la macroregione centrale delle Filippine. È amministrativamente divisa tra due province appartenenti a due distinte regioni. La provincia di Negros Oriental occupa la parte sud-orientale di quest'isola ed ha ad est l'isola di Cebu, separata dallo stretto di Tañon, a sud-est l'isola di Siquijor, mentre tutta la costa sud si affaccia sul Mare di Sulu e l'isola più prossima è Mindanao. Il confine che taglia l'isola in obliquo e separa dalla provincia di Negros Occidental e dalla regione di Visayas Occidentale è tracciato all'interno di una catena montuosa che raggiunge altitudini considerevoli. Il picco più alto, nel nord, proprio al confine tra le due province, è costituito dal Monte Kanlaon, uno stratovulcano che raggiunge quota 2.465 m.
Nel sud dell'isola, a 7 km dalla costa e a 20 km dal capoluogo Dumaguete c'è l'isola di Apo, piccola isola vulcanica appartenente alla municipalità di Dauin famosa per la ricchezza dei suoi fondali che ne hanno fatto una meta molto apprezzata del turismo subacqueo.

### Clima
Il clima è tropicale e la catena montuosa che attraversa la provincia da nord a sud crea due aree con caratteristiche differenti. In sostanza la parte occidentale ha una stagione delle piogge ed una stagione secca più nettamente distinte mentre quella orientale è più esposta ai tifoni.

## Geografia antropica

### Suddivisioni amministrative
La provincia di Negros Oriental è formata da 5 città e 20 municipalità:

#### Città
- Bais
- Bayawan
- Canlaon
- Dumaguete
- Tanjay

#### Municipalità
| - Amlan - Ayungon - Bacong - Basay - Bindoy - Dauin - Guihulngan - Jimalalud - La Libertad - Mabinay | - Manjuyod - Pamplona - San Jose - Santa Catalina - Siaton - Sibulan - Tayasan - Valencia - Vallehermoso - Zamboanguita |

## Economia
Il territorio della provincia è dedito soprattutto all'agricoltura; si coltivano principalmente canna da zucchero, mais, riso e noci di cocco. Sono sviluppati anche l'allevamento e la pesca.
Un'altra grande risorsa è il turismo e vi è anche uno sfruttamento delle foreste e del sottosuolo, dal quale si estraggono oro, argento e rame.